# 加利奇王公列表
这是一份加利奇（Halych）统治者的列表。

## 加利奇王公
- 沃洛达里·罗斯季斯拉维奇 ？－1084年
- 瓦西里科·罗曼诺维奇 1084年－？
- 尤里·瓦西里科维奇 ？－？
- 伊凡·瓦西里科维奇 1124年－1141年
- 弗拉基米尔科·沃洛达列维奇 1141年－1145年
- 伊凡·罗斯季斯拉维奇 1145年
- 弗拉基米尔科·沃洛达列维奇 1145年－1153年
- 雅罗斯拉夫·弗拉基米罗维奇·奥斯莫梅斯尔 1153年－1187年
- 奥列格·雅罗斯拉维奇 1187年
- 弗拉基米尔·雅罗斯拉维奇 1187年－1188年
- 奥列格·雅罗斯拉维奇 1188年
- 罗曼·姆斯季斯拉维奇 1188年
  - 匈牙利占领时期 1188年－1190年
- 弗拉基米尔·雅罗斯拉维奇 1190年－1199年
- 罗曼·姆斯季斯拉维奇 1199年－1205年
- 丹尼尔·罗曼诺维奇 1205年－1206年
- 弗拉基米尔·伊戈列维奇 1206年－1207年
- 罗曼·伊戈列维奇 1207年
- 罗斯季斯拉夫·留里科维奇 1207年
- 罗曼·伊戈列维奇 1207年
- 弗拉基米尔·伊戈列维奇 1207年－1211年
- 丹尼尔·罗曼诺维奇 1211年－1212年
- 姆斯季斯拉夫·雅罗斯拉维奇 1212年－1213年
- 科罗曼·乌戈尔斯基 1213年－1219年
- 姆斯季斯拉夫·姆斯季斯拉维奇 1219年－1220年
- 丹尼尔·罗曼诺维奇 1220年－1221年
- 姆斯季斯拉夫·姆斯季斯拉维奇 1221年－1226年
- 安德烈·乌戈尔斯基 1226年－1229年
- 丹尼尔·罗曼诺维奇 1229年－1231年
- 安德烈·乌戈尔斯基 1231年－1233年
- 丹尼尔·罗曼诺维奇 1233年－1235年
- 米哈伊尔·弗谢沃洛多维奇 1235年－1238年
- 罗斯季斯拉夫·米哈伊洛维奇 1238年
- 丹尼尔·罗曼诺维奇 1238年－1264年
- 施瓦尔恩·丹尼洛维奇 1264年－1269年
- 列夫·丹尼洛维奇 1269年－1301年
- 尤里·列沃维奇 1301年－1316年
- 安德烈·尤里耶维奇 1316年－1324年
- 列夫·尤里耶维奇 1324年
- 尤里-波列斯拉夫·特洛伊丹诺维奇 1324年－1340年
- 利乌巴尔特-德米特里 1340年－1349年
  - 1349年，加利奇被波兰吞并